# セーディニ
セーディニ（イタリア語: Sedini）は、イタリア共和国サルデーニャ自治州サッサリ県にある、人口約1,400人の基礎自治体（コムーネ）。

## 地理

### 位置・広がり

#### 隣接コムーネ
隣接するコムーネは以下の通り。
- ブルツィ
- カステルサルド
- ラエッル
- ヌルヴィ
- サンタ・マリーア・コギーナス
- テルグ
- ヴァッレドーリア